# Lepidaria tetrantha
Lepidaria tetrantha är en tvåhjärtbladig växtart som beskrevs av Danser. Lepidaria tetrantha ingår i släktet Lepidaria och familjen Loranthaceae. Inga underarter finns listade i Catalogue of Life.